# Mont Forbes
El Mont Forbes és la setena muntanya més alta de les Canadian Rockies i la més alta dins el Parc Nacional de Banff. Es troba al sud-oest de l'estat canadenc d'Alberta. La seva alçada és de 3.612 msnm i té una prominència de 1.629 metres.
Va ser batejada per James Hector el 1859 en honor d'Edward Forbes, professor d'història natural a la Universitat d'Edimburg a mitjans del segle XIX.
La primera ascensió del cim va tenir lloc el 10 d'agost de 1902 pels germans suïssos Christian i Hans Kaufmann que feien de guia dels britànics J. Norman Collie, James Outram, Hugh EM Stutfield, George M. Weed i Herman Woolley.